# Chariots of Wrath
Chariots of Wrath est un jeu vidéo d’action publié par Impressions Games en 1989 sur Amiga et Atari ST. Le jeu est construit autour de six mini-jeux : un jeu de tir où le joueur doit détruire ses ennemis dès qu’ils apparaissent, un clone d’Arkanoid, un clone d’Asteroids, deux shoot 'em up à défilement vertical et un jeu de plateforme. Le premier se déroule dans le couloir d’un donjon, formant un T, les monstres pouvant apparaitre à droite ou à gauche du joueur ou dans deux portes du couloir. Le clone d’Arkanoid prend place sur les remparts et propose un gameplay standard de casse-briques, avec des bonus tombant des briques détruites.

## Accueil
| Chariots of Wrath |      |        |
| Média             | Pays | Notes  |
| ACE               | RU   | 82.3 % |
| Gen4              | FR   | 74 %   |
| ST Format         | RU   | 59 %   |
| The Games Machine | RU   | 77 %   |
| The One           | RU   | 77 %   |